# Антопьево
Антопьево — село в Бабынинском районе Калужской области. Входит в состав сельского поселения «Село Бабынино».

## География
Село расположено недалеко от районного центра — Бабынино.
Часовой пояс
Село Антопьево как и вся Калужская область, находится в часовой зоне МСК (московское время). Смещение применяемого времени относительно UTC составляет +3:00.

## Население
| 2002 | 2010 |
| ---- | ---- |
| 263  | ↘213 |